# Liupold (Werl)
Liupold (auch Ludolf) war bis 1102 Graf von Werl.

## Leben
Er war Sohn von Bernhard II. von Werl. Der Name der Mutter ist nicht bekannt. Sein Bruder Heinrich wurde Bischof von Paderborn. Der Bruder Konrad II. war der Haupterbe. Er selbst erhielt unter anderem Besitzungen mit der Hälfte von Werl als Erbe. Außerdem bekam er einen Teil des Lürwaldes und Güter im Bereich der späteren Grafschaft Mark.
Er taucht als Zeuge für eine in Soest ausgestellte Urkunde des Erzbischofs von Köln Sigewin von Are auf. Er war 1085 anwesend, als Erpho von Münster Angelegenheiten des Stift Freckenhorst regelte.
Er war wohl unverheiratet. Beim Erbstreit mit seinem Neffen Friedrich vermachte er 1102 seinen Teil an den Besitzungen in und um Werl sowie seinen Anteil am Lürwald dem Erzbistum Köln. Zu den Besitzungen gehörte nach späteren Quellen auch der Haupthof Hemmerde. Die Kölner Bischöfe konnten ihren Einflussbereich in Westfalen ausbauen. Liupold war der letzte Graf von Werl. Die Familie konzentrierte sich nunmehr auf den Raum um Arnsberg. Möglicherweise hatte er auch Besitzungen und (Grafschafts-)Rechte im Osnabrücker Raum.